# Jenny Johansson
Jenny Johansson, född 19 januari 1977 i Timmele, är en svensk orienterare. Hon tävlar för sin moderklubb Ulricehamns OK. Johansson har en fil. mag-examen inom geovetenskap. Hon fick Borås Tidnings sportpris BT-plaketten 2001.

## Meriter

### VM
- 2005 Brons, stafett.
- 2005 Silver, medeldistans.
- 2004 Guld, stafett.
- 2003 Brons, sprint.
- 2003 Silver, stafett.
- 2001 Silver, kortdistans.
- 2001 Silver, stafett.

### EM
- 2004  Silver, sprint.
- 2004  Guld, stafett.
- 2000  Guld, kortdistans.
- 2000  Silver, stafett.

### World Games
- 2001 Brons, stafett.

### Öppna nordiska mästerskapen
- 2003  Silver, klassisk distans.
- 2003  Guld, kortdistans.
- 2003  Guld, stafett.
- 2001  Silver, kortdistans.

### SM
- totalt 4 guld, 7 silver, 2 brons

## Utmärkelser
- 2000 - Årets orienterare